# 海老江 (大阪市)
海老江（えびえ）は、大阪府大阪市福島区にある町名。現行行政地名は海老江一丁目から海老江八丁目。

## 地理
大阪市福島区の北部に位置する。北は淀川を挟んで西淀川区花川・姫里、東は鷺洲及び北区大淀南、西から南は大開、南は吉野にそれぞれ接する。

### 河川
- 淀川

## 歴史

### 地名の由来
「大阪府全志」によれば、古くは海中にあって海老洲と呼ばれたことによる。「細川両家記」の1570年（元亀元年）の記事には、織田信長がこの地を守る三好氏を討つため、中島・天満森に着陣した際に「先陣衆は敵近海老江堤田中に陣屋懸けられ候也」と記されている。

## 世帯数と人口
2019年（平成31年）3月31日現在の世帯数と人口は以下の通りである。
| 丁目         | 世帯数    | 人口     |
| ------------ | --------- | -------- |
| 海老江一丁目 | 1,204世帯 | 2,126人  |
| 海老江二丁目 | 1,212世帯 | 2,019人  |
| 海老江三丁目 | 752世帯   | 1,497人  |
| 海老江四丁目 | 526世帯   | 1,003人  |
| 海老江五丁目 | 480世帯   | 603人    |
| 海老江六丁目 | 217世帯   | 380人    |
| 海老江七丁目 | 1,331世帯 | 2,090人  |
| 海老江八丁目 | 1,070世帯 | 1,957人  |
| 計           | 6,792世帯 | 11,675人 |

### 人口の変遷
国勢調査による人口の推移。
| 1995年（平成7年）  | 9,705人  | [ 6 ]  |  |
| 2000年（平成12年） | 9,551人  | [ 7 ]  |  |
| 2005年（平成17年） | 10,620人 | [ 8 ]  |  |
| 2010年（平成22年） | 10,531人 | [ 9 ]  |  |
| 2015年（平成27年） | 11,385人 | [ 10 ] |  |

### 世帯数の変遷
国勢調査による世帯数の推移。
| 1995年（平成7年）  | 3,916世帯 | [ 6 ]  |  |
| 2000年（平成12年） | 4,175世帯 | [ 7 ]  |  |
| 2005年（平成17年） | 5,078世帯 | [ 8 ]  |  |
| 2010年（平成22年） | 5,263世帯 | [ 9 ]  |  |
| 2015年（平成27年） | 5,945世帯 | [ 10 ] |  |

## 事業所
2016年（平成28年）現在の経済センサス調査による事業所数と従業員数は以下の通りである。
| 丁目         | 事業所数  | 従業員数 |
| ------------ | --------- | -------- |
| 海老江一丁目 | 169事業所 | 4,388人  |
| 海老江二丁目 | 67事業所  | 683人    |
| 海老江三丁目 | 76事業所  | 809人    |
| 海老江四丁目 | 24事業所  | 80人     |
| 海老江五丁目 | 123事業所 | 1,288人  |
| 海老江六丁目 | 40事業所  | 389人    |
| 海老江七丁目 | 96事業所  | 608人    |
| 海老江八丁目 | 51事業所  | 444人    |
| 計           | 646事業所 | 8,689人  |

## 施設

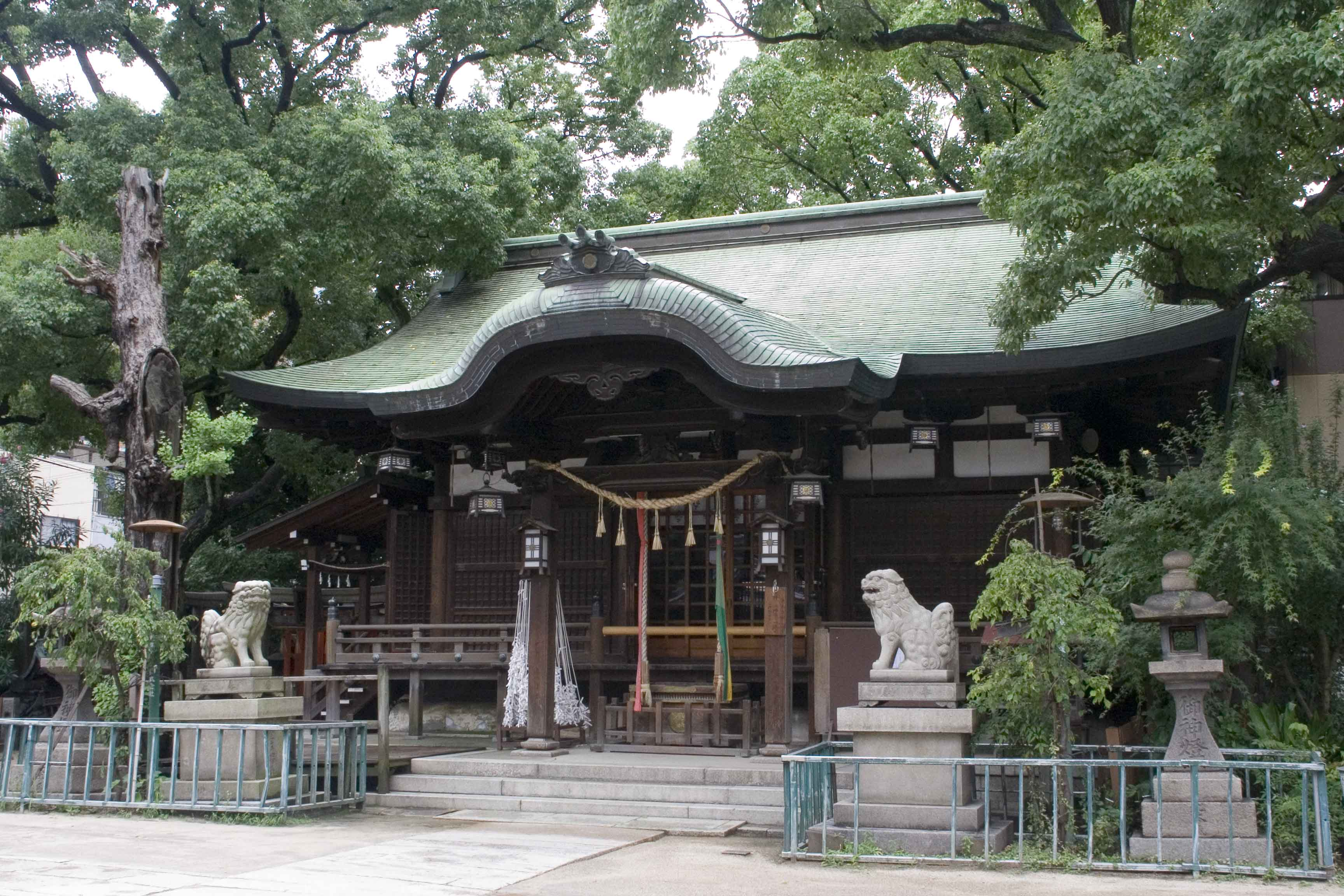
八坂神社

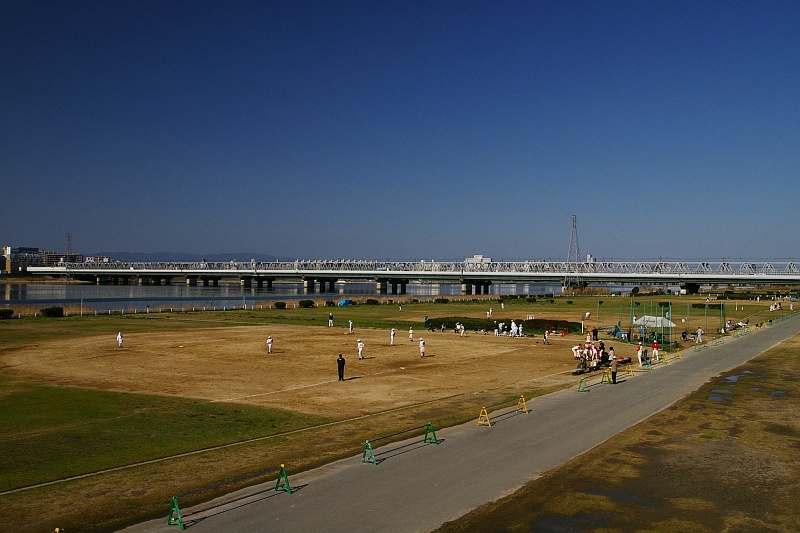
淀川河川公園 海老江地区野球場

### 商業施設
- ウイステ
- イオン
  - イオンスタイル野田阪神（ウイステ核店舗）
  - そよら海老江

### 教育機関
- 大阪市立海老江西小学校
- 大阪市立海老江東小学校

### 医療機関
- 松本病院

### 公園
- 淀川河川公園海老江地区
- 海老江公園・海老江上公園・海老江西公園

### 社寺・史跡
- 八坂神社
- 南桂寺 - 真宗大谷派
- 松瀬青々旧跡

### 企業
- 阪神電気鉄道
- 阪神コンテンツリンク
- アイテック阪急阪神
- 西大阪高速鉄道
- 孔官堂
- ナリス化粧品
- 朝日プリンテック 海老江センター（朝日新聞印刷工場）

## 交通

### 鉄道

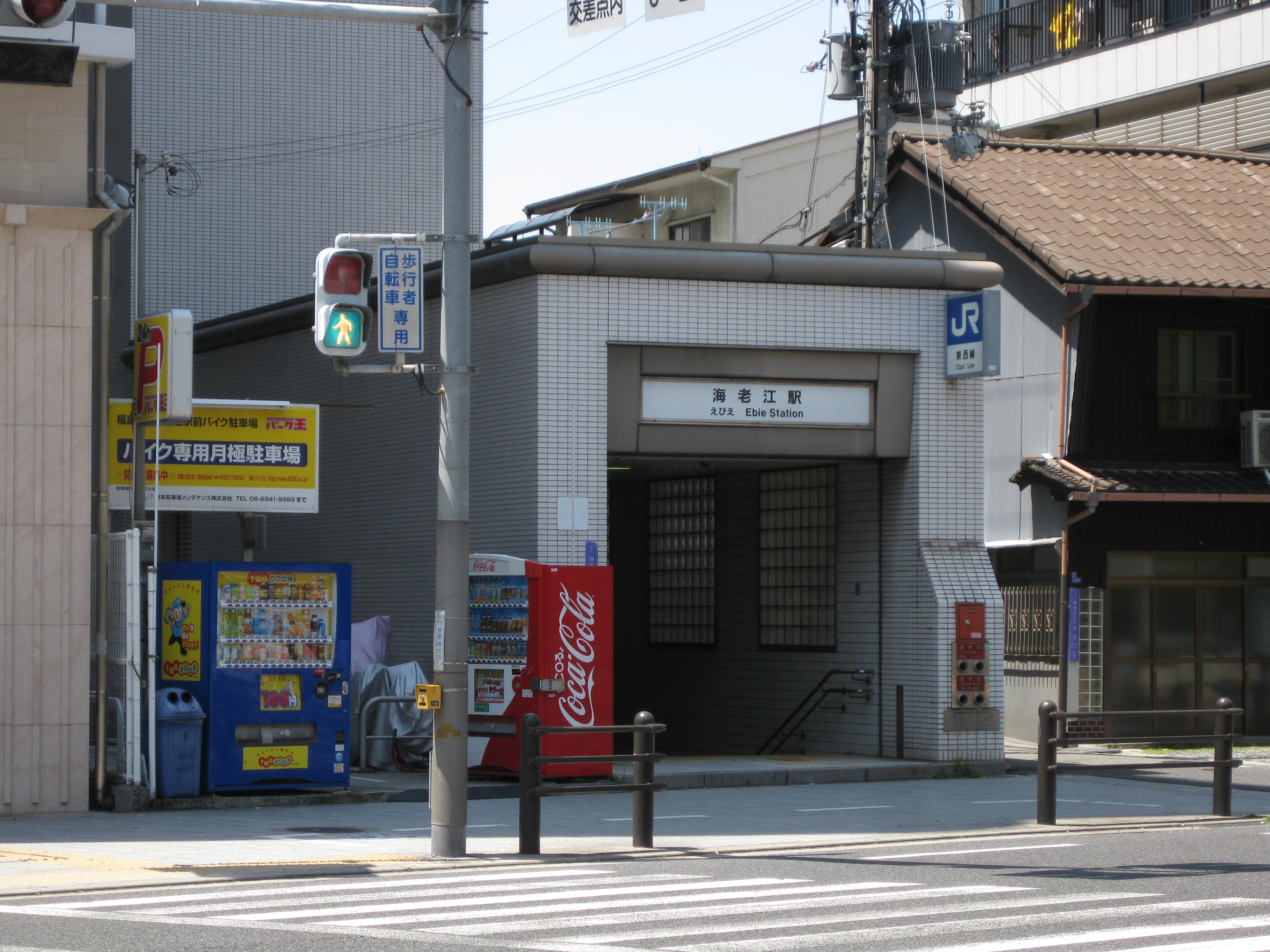
海老江駅

- JR東西線 海老江駅
- 阪神電気鉄道本線 野田駅・淀川駅

なお、1975年に廃止された阪神国道線には中海老江駅が、同じく阪神北大阪線には海老江駅（位置は現在のJR駅とは異なる）・上海老江駅が存在した。

## その他

### 日本郵便
- 〒553-0001[3]（集配局：大阪北郵便局[12]）